# アトーレ

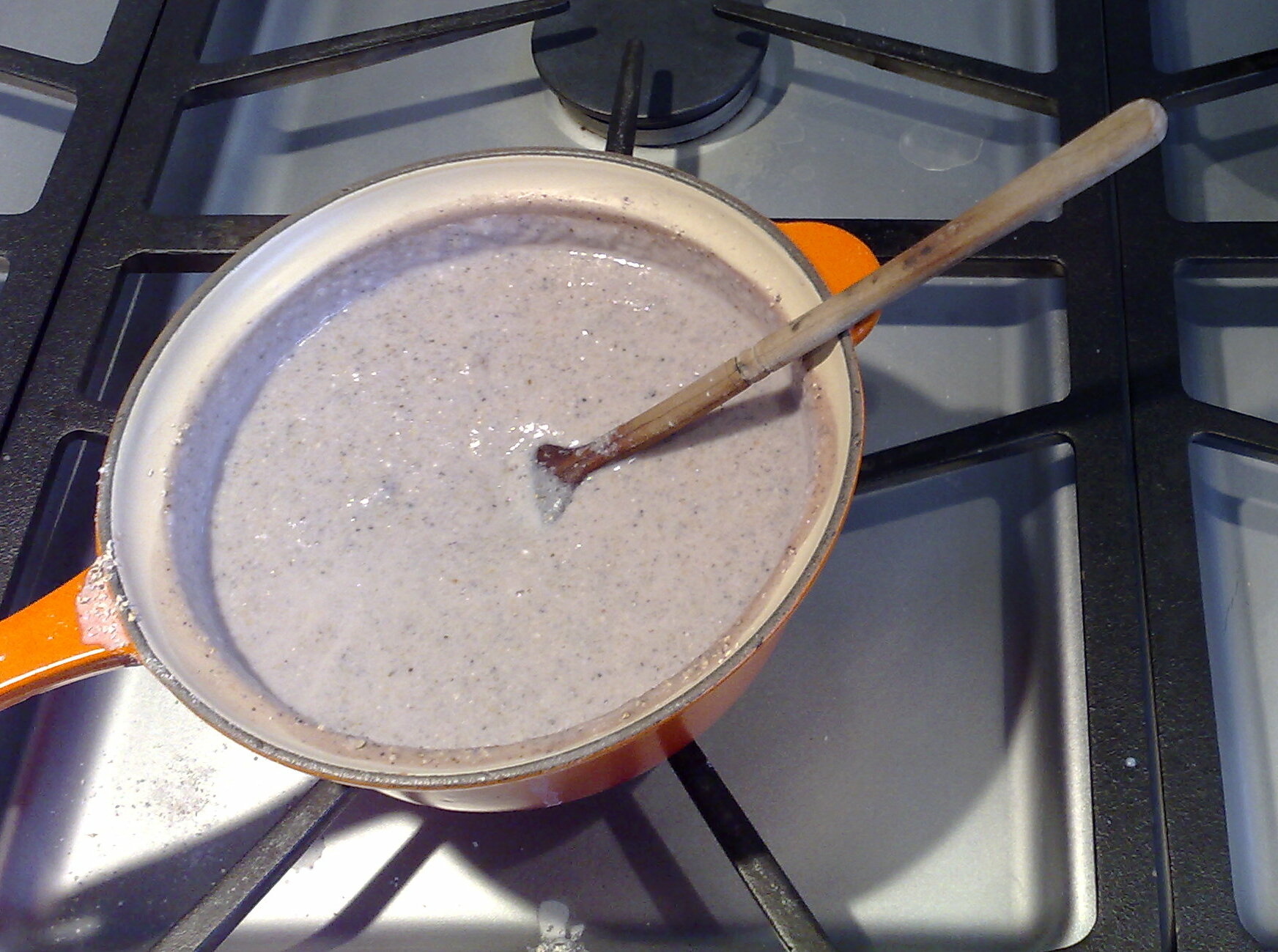
ナツメヤシと干し葡萄入りアトーレ

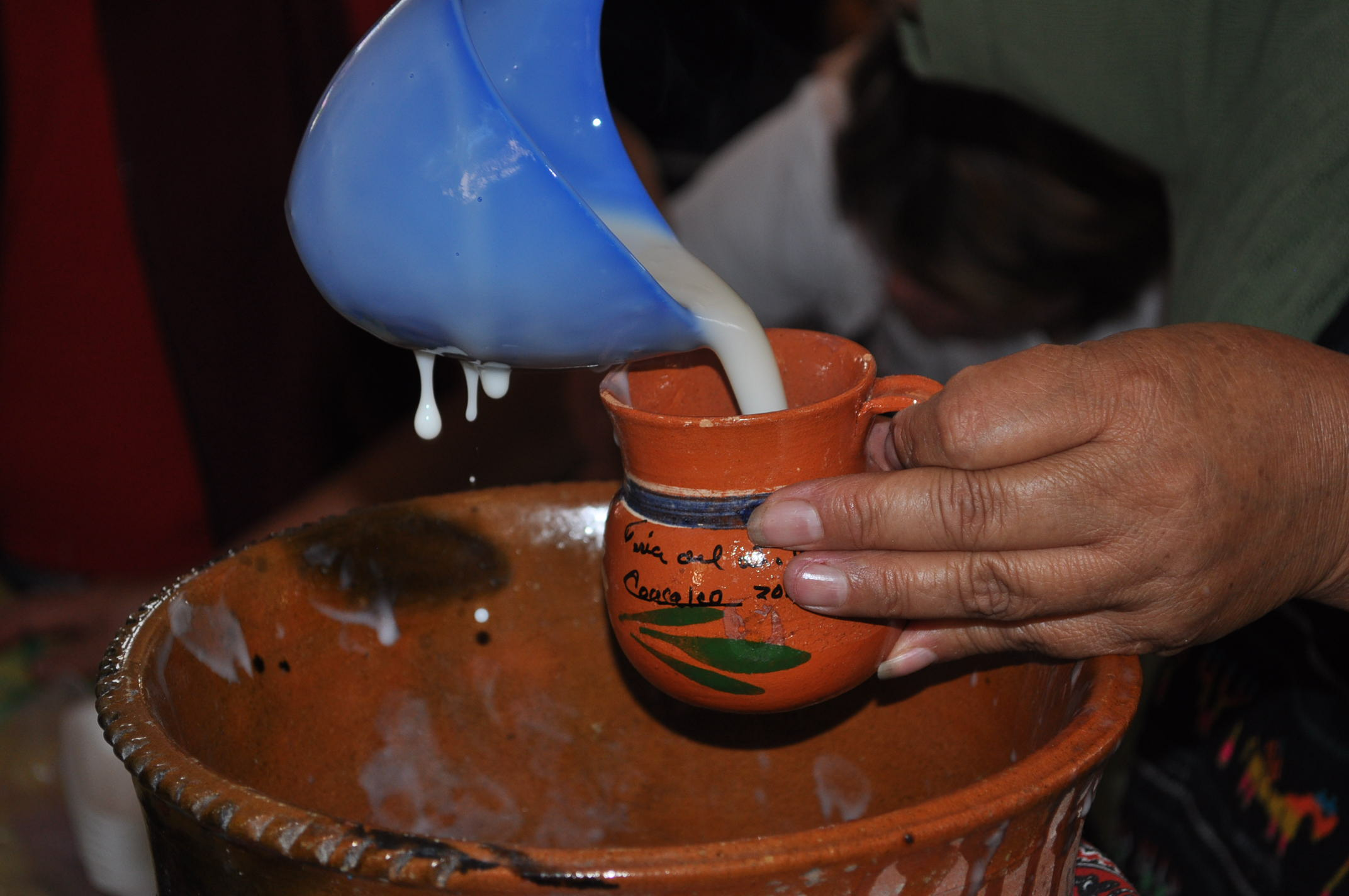
コアカルコの祭で出されるアトーレ

アトーレ（atole）は、メキシコおよび中央アメリカで作られる、トウモロコシを原料とした穀物飲料。先コロンブス期から飲まれているメソアメリカの伝統的な飲み物であり、メキシコ人にとってはタマルとともに飲むものとして知られている。

## 製法
トルティーヤと同様に、トウモロコシをアルカリ処理（ニシュタマリゼーション）してから挽いて作ったマサを材料とする。マサに水を加えてつぶし、弱火で煮る。味付けは黒砂糖やつぶしたパイナップルやイチゴなどの果物を加えて甘くしたものと、唐辛子を加えるものがある。
チョコレートを主体とするアトーレもあり、チャンプラドなどと呼ばれる。

## 歴史
アトーレという語はナワトル語のアトリ（ātōlli）に由来する。
マヤ語ではアトーレをサ（sa'）と呼ぶ。収穫したばかりのトウモロコシをニシュタマリゼーションをせずに作ったアトーレのことはウル（ul）と呼ぶ。これらの語はいずれも古典期マヤの土器に見られる。古典期マヤの土器には、マヤ文字で「チョコレート入りアトーレの器」と明記されているものがある。16世紀のディエゴ・デ・ランダは『ユカタン事物記』の中でユカタンのトウモロコシを使った飲み物であるアトーレやポソレについて記述し、チョコレートや唐辛子で味をつけることについても記している。
現在でもマヤ人は主に朝食に毎日アトーレを飲む習慣がある。